# Quelneuc
Quelneuc foi uma comuna francesa na região administrativa da Bretanha, no departamento Morbihan. Estendia-se por uma área de 13,95 km². Em 2010 a comuna tinha 552 habitantes (densidade: 39,6 hab./km²).
Em 1 de janeiro de 2017, passou a formar parte da comuna de Carentoir.